# 长顺县
长顺县是中华人民共和国贵州省黔南布依族苗族自治州下属的一个县，位于贵州南部。面积1554平方公里，2006年人口25万。邮政编码550700，县政府驻长寨街道。

## 历史沿革
明朝万历四十年（1612年）置广顺州。清朝雍正五年（1727年）于长寨境内置长寨厅，光绪七年（1881年）改为长寨州判。民国2年（1913年），改广顺州为广顺县，改长寨州判为长寨县；民国30年（1941年），长寨、广顺两县合并，取名长顺县。

## 行政区划
长顺县下辖1个街道办事处、5个镇、1个乡：
长寨街道、广顺镇、摆所镇、代化镇、白云山镇、鼓扬镇和敦操乡。

## 交通
- 354国道过境。

## 特产
长顺绿壳鸡蛋：中国地理标志产品。